# پیرنه

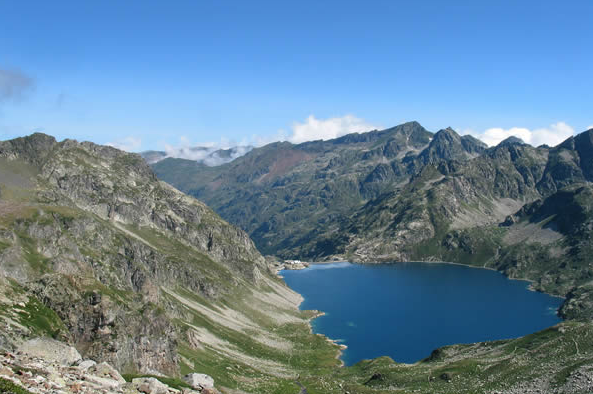
دریاچه آرتوست در پیرنه

پیرِنه رشته‌کوهی است در جنوب‌غربی اروپا و مرز طبیعی میان فرانسه و اسپانیا است.
این کوه‌ها شبه‌جزیرهٔ ایبری را از فرانسه جدا می‌کنند و امتداد آن حدود ۴۳۰ کیلومتر از خلیج بیسکای در اقیانوس اطلس تا دماغهٔ کرئوس در دریای مدیترانه است. این رشته‌کوه در اثر برخورد شبه‌جزیرهٔ ایبری با قارهٔ اروپا در حدود ۵۰ میلیون سال پیش یعنی در مرحلهٔ کوهزایی آلپی پدید آمده است و این برخورد همچنان ادامه دارد.
رشته‌کوه پیرنه نه‌تنها مرز طبیعی میان فرانسه و اسپانیا را تشکیل می‌دهد، بلکه یکی از متنوع‌ترین زیست‌بوم‌های کوهستانی اروپا را نیز در خود جای داده است. این منطقه برخلاف آلپ، هیچ قله‌ای با ارتفاع بالای ۳٬۵۰۰ متر ندارد، اما نزدیک به ۱۳۰ قله بالای ۳٬۰۰۰ متر دارد که آن را به یکی از جذاب‌ترین مقاصد کوهنوردی در جنوب اروپا بدل کرده‌اند. با وجود تفاوت اندک عرض جغرافیایی میان شرق و غرب این کوه‌ها، تفاوت اقلیمی و پوشش گیاهی در آن‌ها چشمگیر است؛ غرب آن سرسبز و پرباران است و شرق خشک‌تر و کوه‌هایش عمدتاً از سنگ خارا تشکیل شده‌اند. از لحاظ زیستی، گونه‌های بوم‌زاد بسیاری در پیرنه زندگی می‌کنند؛ از جمله مشک‌موش پیرنه که تنها در چند جویبار خاص یافت می‌شود، و بز کوهی پیرنه که در سال ۲۰۰۰ منقرض شد. پیرنه همچنین یکی از آخرین پناهگاه‌های خرس قهوه‌ای در اروپای غربی است. این منطقه در کنار طبیعت بکرش، خاستگاه زبان‌ها و فرهنگ‌های گوناگونی چون باسکی، آراگونی، کاتالان و اُکسیتان است و سنت‌هایی چون رمه‌گردانی هنوز در آن زنده‌اند. همچنین، کوه‌های پیرنه نقش مهمی در مسابقات دوچرخه‌سواری تور دو فرانس ایفا می‌کنند و معمولاً سرنوشت رقابت در همین مسیرهای کوهستانی رقم می‌خورد.
نام آن به زبان فرانسوی Pyrénées، به اسپانیایی Pirineos، به کاتالانی Pirineus و به باسکی Pirinioak تلفظ می‌شود.
کشور کوچک آندورا تماماً درون این رشته‌کوه قرار دارد. بلندترین قلهٔ پیرنه، آنتو (۳٬۴۰۴ متر) نام دارد که در گوشهٔ شمال‌شرقی منطقهٔ آراگون اسپانیا واقع شده است.

## ریشه‌شناسی
در اسطوره‌شناسی یونان، پیرنه شاهزاده‌ای است که نامش را به رشته‌کوه پیرنه داده است. هرودوت، تاریخ‌نگار یونانی، می‌گوید که «پیرنه» نام شهری در اروپای سلتیک بوده است. بر پایهٔ روایت سیلیوس ایتالیوس، پیرنه دختر باکرهٔ ببرکس، پادشاهی در گل مدیترانه‌ای بود که در جریان سفر هرکول برای دزدیدن گاوهای گریون، به او مهمان‌نوازی کرد. هرکول، در حالی‌که مست و شهوت‌زده بود، پیمان مقدس مهمان‌نوازی را نقض کرده و دختر میزبانش را مورد تجاوز قرار می‌دهد. پیرنه، که فرزندی مارمانند به دنیا می‌آورد، از ترس خشم پدرش به جنگل‌ها می‌گریزد. او تنها و درمانده، ماجرای خود را برای درختان بازگو می‌کند و همین کار توجه جانوران وحشی را جلب می‌کند که بدنش را پاره‌پاره می‌کنند.
پس از پیروزی بر گریون، هرکول بار دیگر از سرزمین ببرکس می‌گذرد و جسد مثله‌شدهٔ دختر را می‌یابد. همان‌گونه که در دیگر داستان‌های مربوط به این قهرمان نیز رایج است، هرکول هوشیار دچار اندوه عمیق و پشیمانی از عملکرد تیره‌خویش می‌شود و پیرنه را با احترام به خاک می‌سپارد. او از کوه‌های اطراف می‌خواهد که در اندوه او شریک شوند و نام پیرنه را جاودانه نگاه دارند: «با صدای هرکولی، قله‌های کوه به لرزه افتادند؛ او با صدایی اندوهناک فریاد می‌زد: "پیرنه!" و سراسر صخره‌ها و لانه‌های جانوران وحشی، پژواک می‌دادند: "پیرنه!"... کوه‌ها این نام آکنده از اشک را تا همیشه با خود حفظ کردند». پلینیوس پیر نیز داستان هرکول و پیرنه را با لوزیتانیا پیوند می‌دهد، اما آن را «ساختگی» و به‌شدت خیالی توصیف می‌کند.
برخی منابع کلاسیک دیگر، این نام را از واژهٔ یونانیِ آتش، یونانی باستان: πῦρ (پیر) مشتق دانسته‌اند. به گفتهٔ دیودور سیسیلی، «در زمان‌های کهن، گفته می‌شود چند چوپان آتشی افروختند و سراسر ناحیهٔ کوهستانی سوخت؛ و از آنجا که این آتش برای چندین روز بی‌وقفه زبانه می‌کشید، سطح زمین هم سوخت و کوه‌ها، به‌سبب آنچه رخ داده بود، «پیرنه» نام گرفتند».

## جغرافیا

### تقسیمات سیاسی
پیرنه‌های اسپانیا شامل استان‌های زیر، از شرق به غرب هستند: خیرونا، بارسلون، یئیدا (همگی در کاتالونیا)، اوسکا (در آراگون)، ناوارا (در ناواره) و گیپوسکوا (در سرزمین باسک).
پیرنه‌های فرانسه بخشی از بخش‌های زیر هستند، از شرق به غرب: پیرنه-اورینتال (که با نام کاتالونیای شمالی نیز شناخته می‌شود)، اود، آریژ، اوت-گارون، اوت-پیرنه و پیرنه-آتلانتیک (دو مورد آخر شامل پارک ملی پیرنه نیز می‌شوند).
شاهزاده‌نشین مستقل آندورا در بخش شرقی این رشته‌کوه، میان پیرنه‌های اسپانیایی و فرانسوی جای گرفته است.

### تقسیمات طبیعی

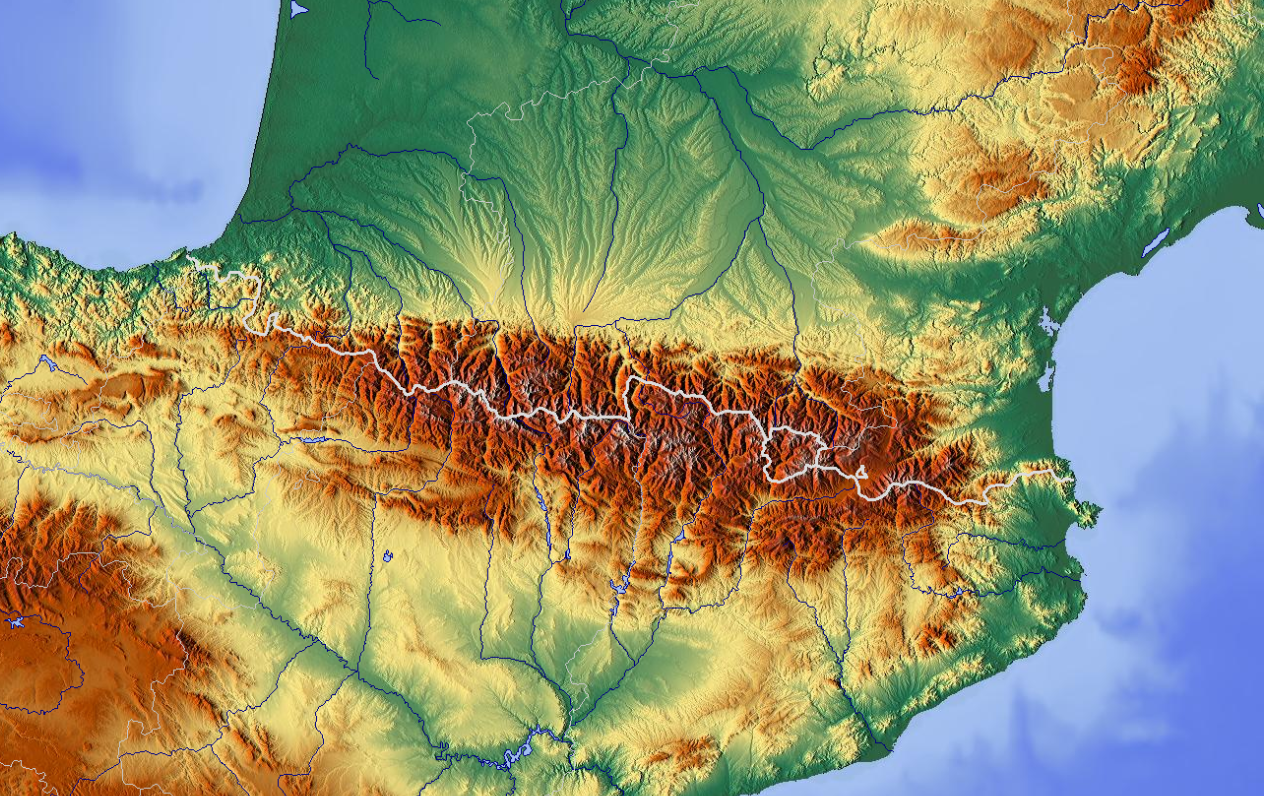
نقشه ناهمواری‌های کوهستان پیرنه

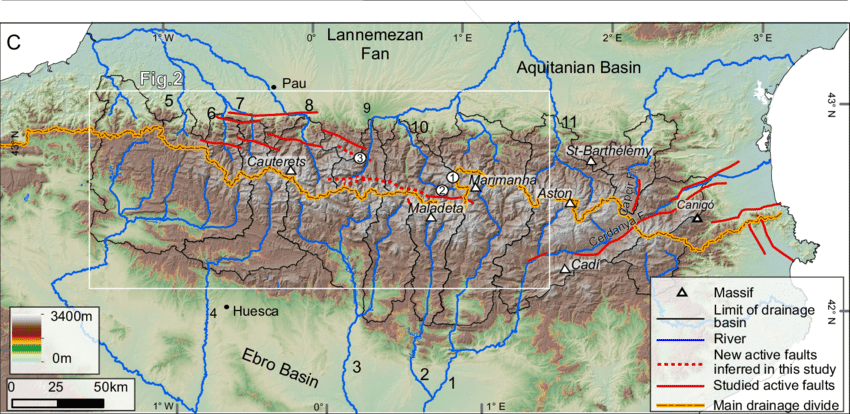
نقشه آب‌شناسی پیرنه

از نظر جغرافیای طبیعی، پیرنه‌ها به سه بخش تقسیم می‌شوند: پیرنه‌های اقیانوسی (یا غربی)، مرکزی، و شرقی. این سه بخش در مجموع یک شاخهٔ ویژه از سامانه آلپ را تشکیل می‌دهند.
در پیرنه‌های غربی، که از کوه‌های باسک نزدیک خلیج بیسکای در اقیانوس اطلس آغاز می‌شوند، ارتفاع متوسط به‌تدریج از غرب به شرق افزایش می‌یابد.
پیرنه‌های مرکزی از گذرگاه سمپور تا دره آران امتداد دارند و بلندترین قله‌های این رشته‌کوه را در خود جای داده‌اند:
پیکو د آنتو با ارتفاع ۳٬۴۰۴ متر (۱۱٬۱۶۸ فوت) در رشته‌کوه مالادتا
پیکو پوسه‌تس با ارتفاع ۳٬۳۷۵ متر (۱۱٬۰۷۳ فوت)
مونته پردیدو با ارتفاع ۳٬۳۵۵ متر (۱۱٬۰۰۷ فوت)
در پیرنه‌های شرقی، به‌جز یک بریدگی در انتهای شرقی پیرنه‌های آریژوا در منطقهٔ آریژ، میانگین ارتفاع تا بخش شرقی زنجیره که به نام آلبرس شناخته می‌شود، به‌طرز چشمگیری یکنواخت است؛ تا آنکه ناگهان افت می‌یابد.

#### پیش‌کوه‌ها
بیشتر پیش‌کوه‌های پیرنه در سوی اسپانیایی واقع‌اند و شبکه‌ای گسترده و پیچیده از رشته‌کوه‌ها را تشکیل می‌دهند که از ناوارای اسپانیا تا آراگون شمالی و کاتالونیا امتداد می‌یابند و تقریباً به ساحل مدیترانه می‌رسند و قله‌هایی با ارتفاع تا ۲٬۶۰۰ متر (۸٬۵۰۰ فوت) دارند. در بخش شرقی در سمت جنوبی منطقه‌ای مستقل با عنوان زیرپیرنه وجود دارد.
در سوی فرانسوی، دامنه‌های اصلی رشته‌کوه به‌صورت ناگهانی فرومی‌افتند و پیش‌کوهی وجود ندارد، مگر در رشته‌کوه کوربی‌یر در گوشهٔ شمال‌شرقی این سامانهٔ کوهستانی.

## زمین‌شناسی

مونته پردیدو در آراگون، اسپانیا

رشته‌کوه پیرنه از آلپ قدیمی‌تر است؛ رسوب‌های آن نخستین‌بار در حوضه‌های ساحلی طی دوران‌های دیرینه‌زیستی و میانه‌زیستی ته‌نشین شدند. در دوران ادیاکارن تا اردویسین، منطقهٔ پیرنه در حاشیهٔ شمال‌غربی گندوانا قرار داشت و به‌شکل پیوسته‌ای با مناطق مجاور، مانند توده‌کوه‌های مونتان نوآر و موتومه و قلمرو جنوب‌غربی ساردینی مرتبط بود. در حدود ۱۰۰ تا ۱۵۰ میلیون سال پیش، طی دورهٔ کرتاسهٔ پیشین، خلیج بیسکای با گسترش بستر دریا پهن شد و اسپانیای امروزی را به‌سوی فرانسه راند و فشار فشاری شدیدی بر لایه‌های وسیعی از سنگ‌های رسوبی وارد کرد. این فشار شدید و بالاآمدگی پوسته زمین نخست بخش شرقی را متأثر ساخت و سپس به‌تدریج به سراسر زنجیره گسترش یافت و در دوران ائوسن به اوج رسید.
بخش شرقی پیرنه عمدتاً از سنگ‌های خارا و گنیس‌گونه تشکیل شده است، در حالی‌که در بخش غربی، قله‌های گرانیتی با لایه‌هایی از سنگ آهک احاطه شده‌اند. ساختار عظیم و فرسایش‌ناپذیر این رشته‌کوه ناشی از فراوانی سنگ گرانیت است که در برابر فرسایش بسیار مقاوم است، و همچنین ناشی از گسترش محدود یخچال‌های طبیعی.
بخش‌های بالایی پیرنه دارای سطوح کم‌شیب هستند که یک دشت‌گون را تشکیل می‌دهند. این فلات فرسایشی، زودتر از میوسن پسین شکل نگرفته است. احتمالاً این فلات در ارتفاع بالا شکل گرفته زیرا رسوب‌گذاری گسترده، سطح پایهی محلی را به‌طور چشمگیری بالا برد.

## چشم‌انداز
ویژگی‌های برجستهٔ منظرهٔ پیرنه عبارت‌اند از:
نبود دریاچه‌های بزرگ همانند دریاچه‌هایی که در دره‌های جانبی آلپ یافت می‌شوند
کمیابی و ارتفاع بالای گردنه‌های قابل عبور
شمار فراوان رودهای کوهستانی موسوم به گاوه که اغلب آبشارهای بلندی را تشکیل می‌دهند، که در اروپا تنها آبشارهای اسکاندیناوی از آن‌ها بلندترند
رواج فراوان شکل‌گیری سیرک‌ها، یعنی پایان بالایی دره‌ها به‌شکل نیم‌دایره‌ای از صخره‌های شیب‌دار
بلندترین آبشار، آبشار گاوارنی (۴۶۲ متر) است که در سرچشمهٔ رود پو قرار دارد؛ سیرک گاوارنی در همین دره، به‌همراه سیرک تروموز و سیرک استوبه نمونه‌هایی شاخص از سیرک‌ها هستند.
گردنه‌های کم‌ارتفاع در این منطقه نایاب‌اند و جاده‌ها و راه‌آهن‌های اصلی میان فرانسه و اسپانیا تنها از مناطق پست در دو سر شرقی و غربی پیرنه و نزدیک سطح دریا می‌گذرند. گردنه‌های مهم عبارت‌اند از:
گردنه پرش (۱۵۸۱ متر) در شرق، میان دره‌های رود تت و رود سگره
گردنه پویمورنس (۱۹۲۰ متر)، در مسیر جاده اروپایی E09 میان فرانسه و اسپانیا
گردنه پاس د لا کازا یا پورت دانوالیرا (۲۴۰۸ متر)، بلندترین گردنهٔ جاده‌ای پیرنه و از بلندترین نقاط شبکهٔ جاده‌ای اروپا، در مسیر فرانسه به آندورا
پورت د لا بوناگوآ (۲۰۷۰ متر)، در میانهٔ رشته‌کوه و در سرچشمهٔ دره آران
پلان د برت (۱۸۷۰ متر)
گردنه پورتاله (۱۷۹۴ متر)
گردنه سومپور یا پورت دو کانفرانک (۱۶۳۲ متر)، با جاده‌های باستانی رومی
گردنه پی‌یر سن مارتن (۱۷۶۶ متر)
پورتو د لارو (۱۵۷۸ متر)
گردنه رونسه‌وو (۱۰۵۷ متر) که به‌طور کامل در ناوارا (اسپانیا) قرار دارد و نقطه‌ای مهم در مسیر زائران راه سنتیاگو است
به‌سبب کمبود گردنه‌های پست، چندین تونل در زیر گردنه‌های سومپور، انوالیرا، و پویمورنس ساخته شده‌اند و مسیرهای جدیدی در میانهٔ رشته‌کوه در بیلسا و تونل ویییا ایجاد شده است.
از ویژگی‌های دیداری خاص این رشته‌کوه، شکاف رولان است؛ شکافی در خط‌الرأس کوه که بنا بر افسانه‌ها، رولان آن را پدیدآورده است.

### گیاهان

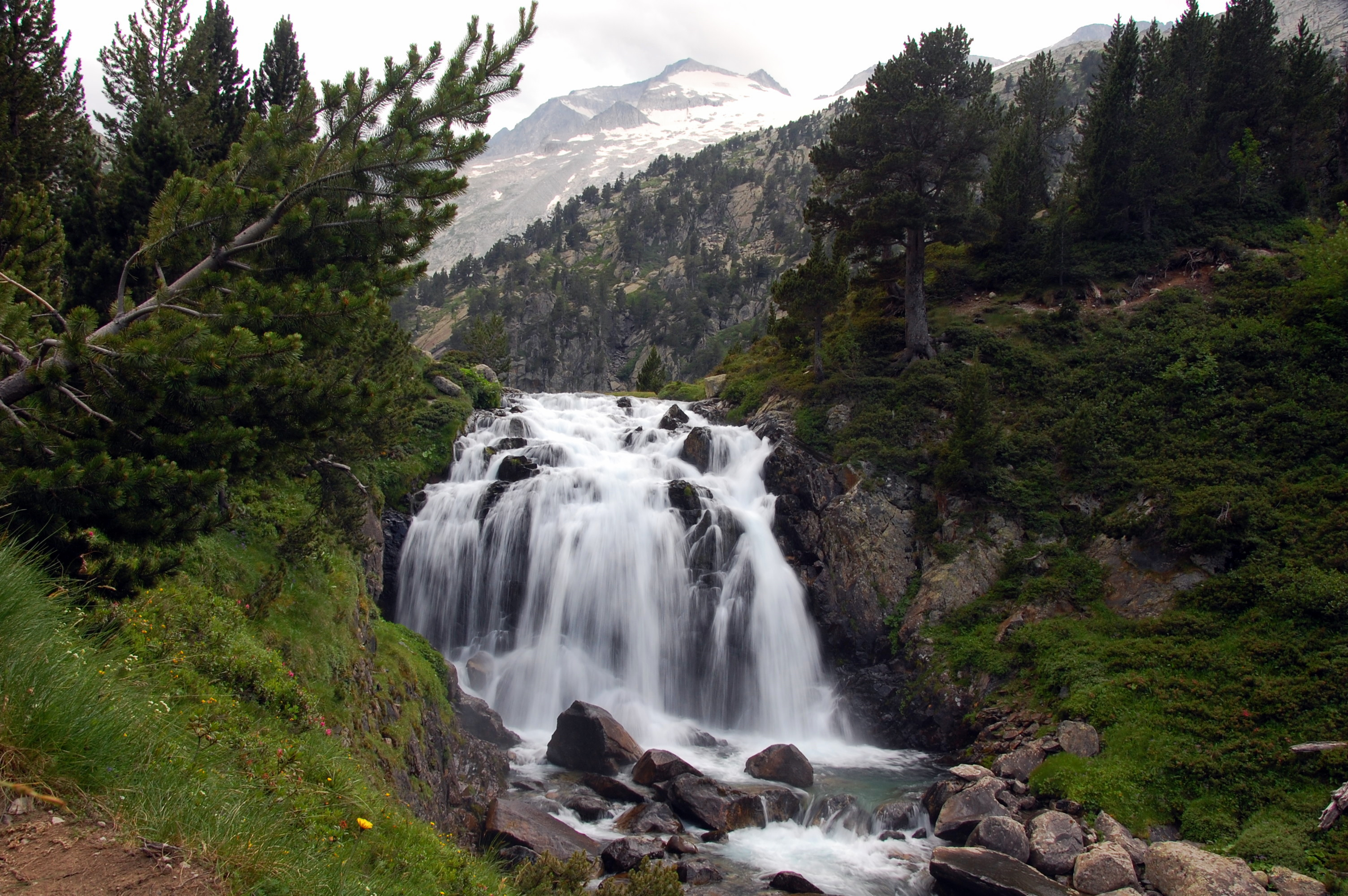
آبشار آیگوالوتس در درهٔ بناسکه، آراگون (اسپانیا)

## مناطق حفاظت‌شده

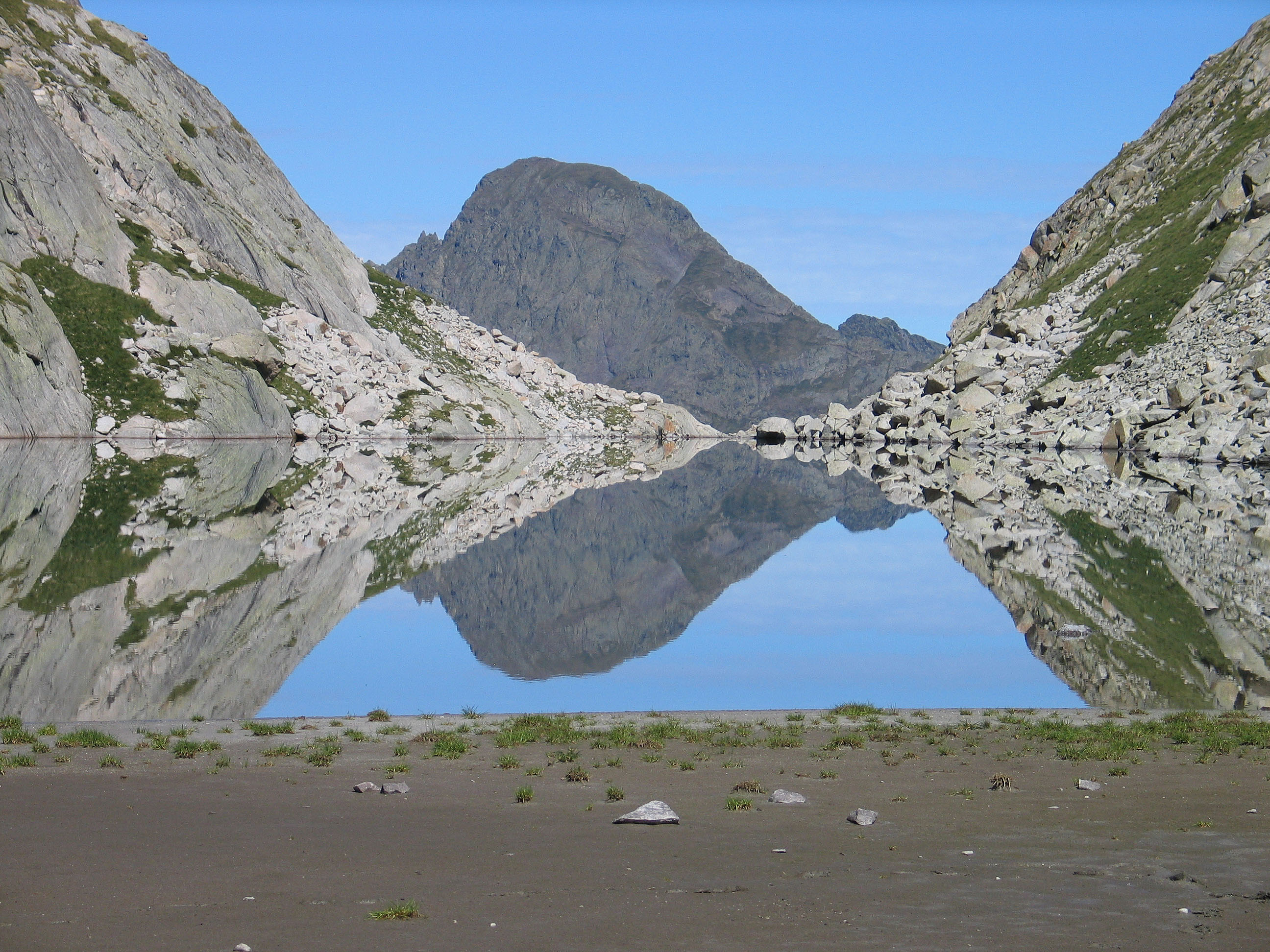
ایبون د بارانس (دریاچهٔ یخچالی) در پارک طبیعی پوسه-مالادتا، آراگون (اسپانیا)

## جمعیت و فرهنگ

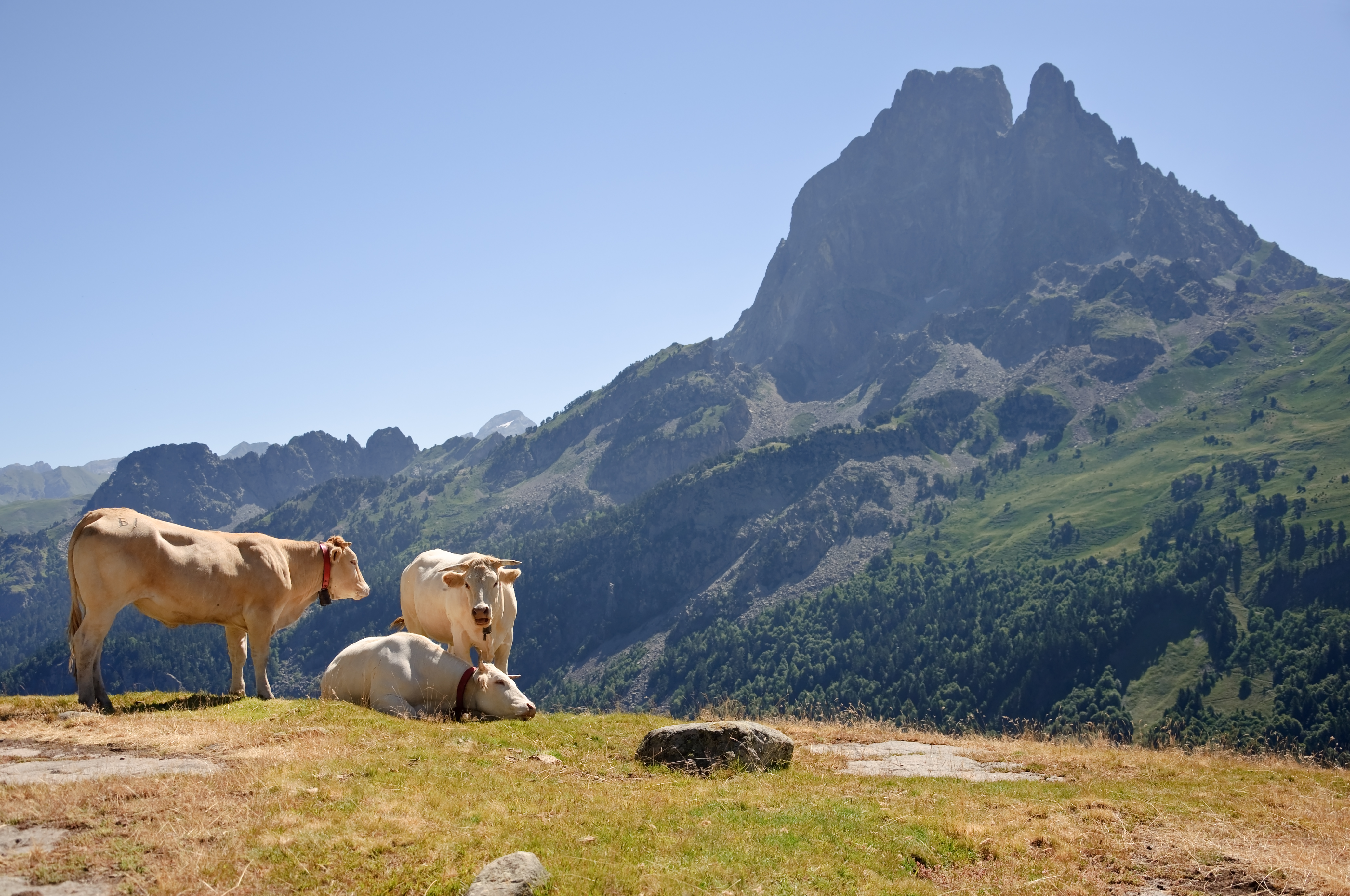
گاوهای نژاد بلوند داکیتن در مراتع تابستانی نزدیک پیک دو میدی د اوسو

### رصدخانه پیک دو میدی

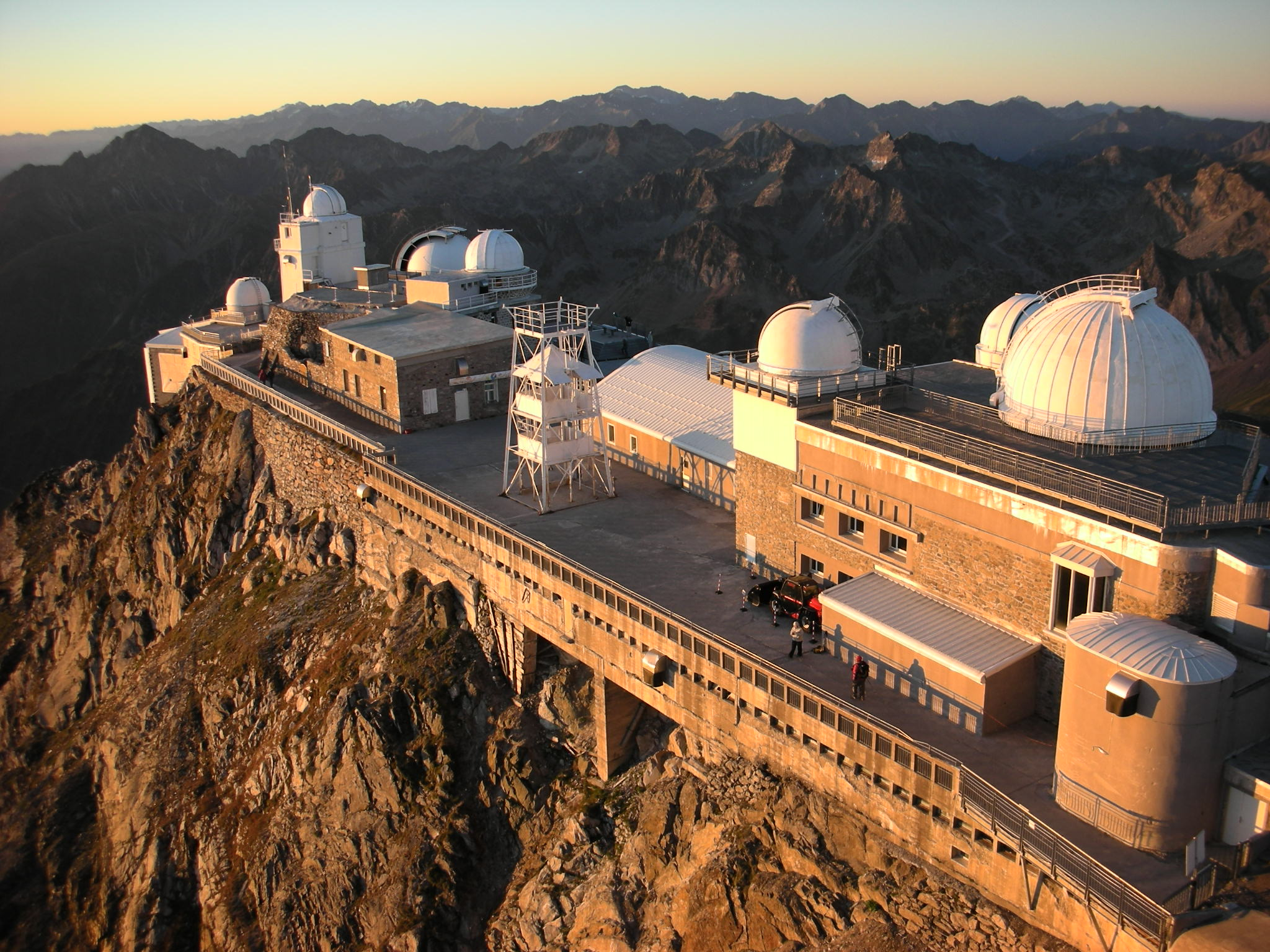
رصدخانهٔ پیک دو میدی دو بیگور

### کوره خورشیدی اودییو

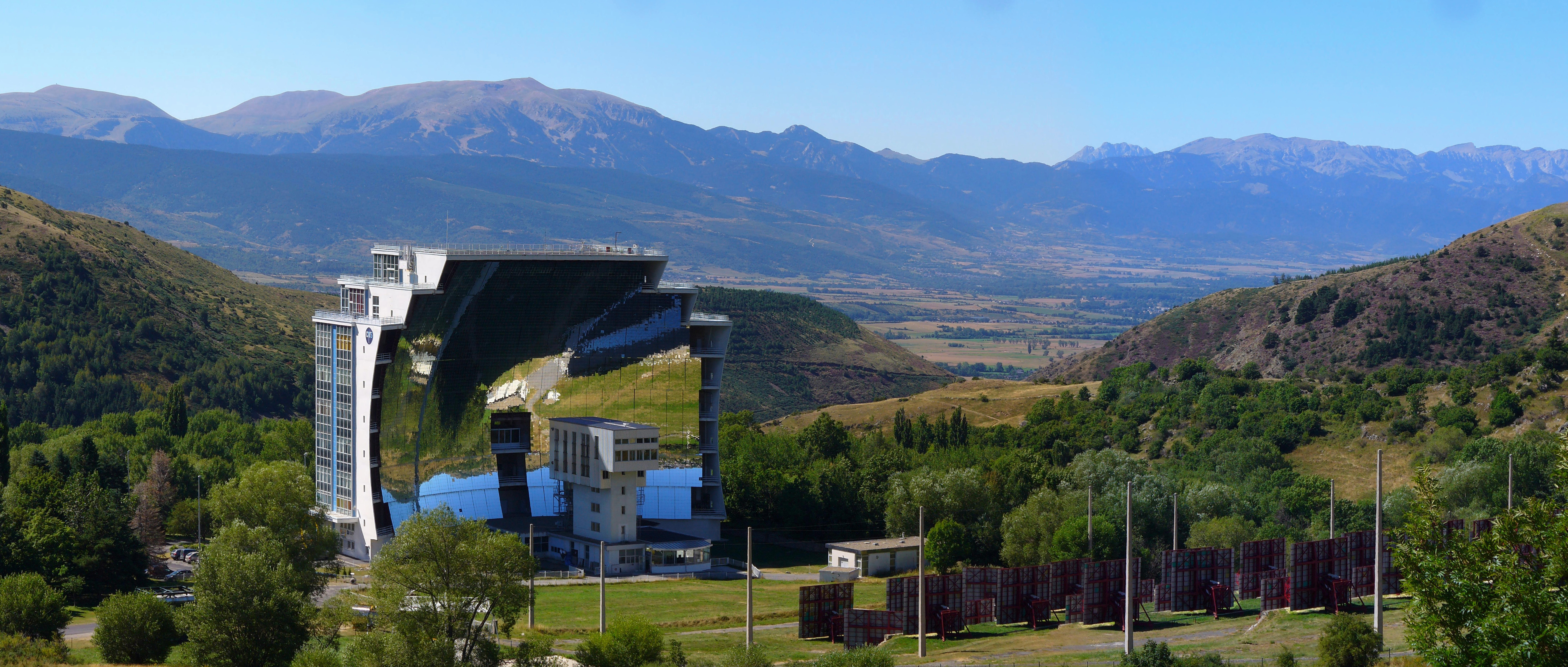
کوره خورشیدی اودییو

## مناطق شهری

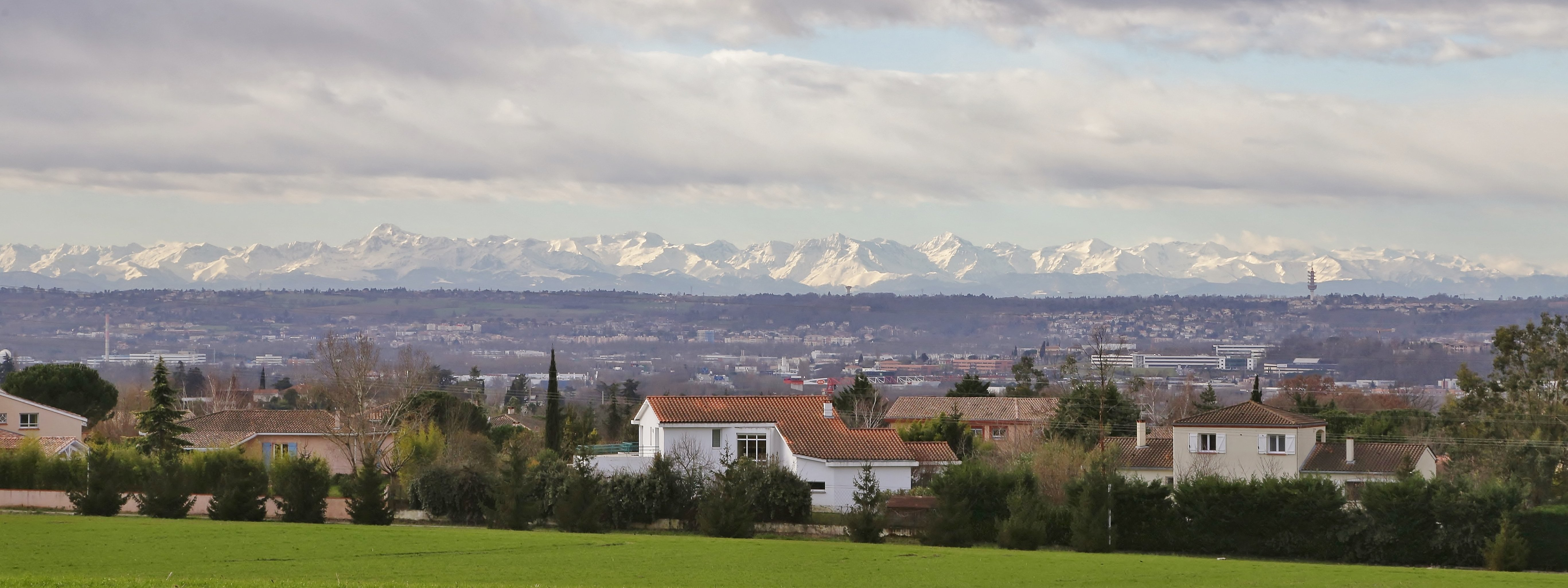
رشته‌کوه پیرنه از دید شهر تولوز

## بلندترین قله‌ها

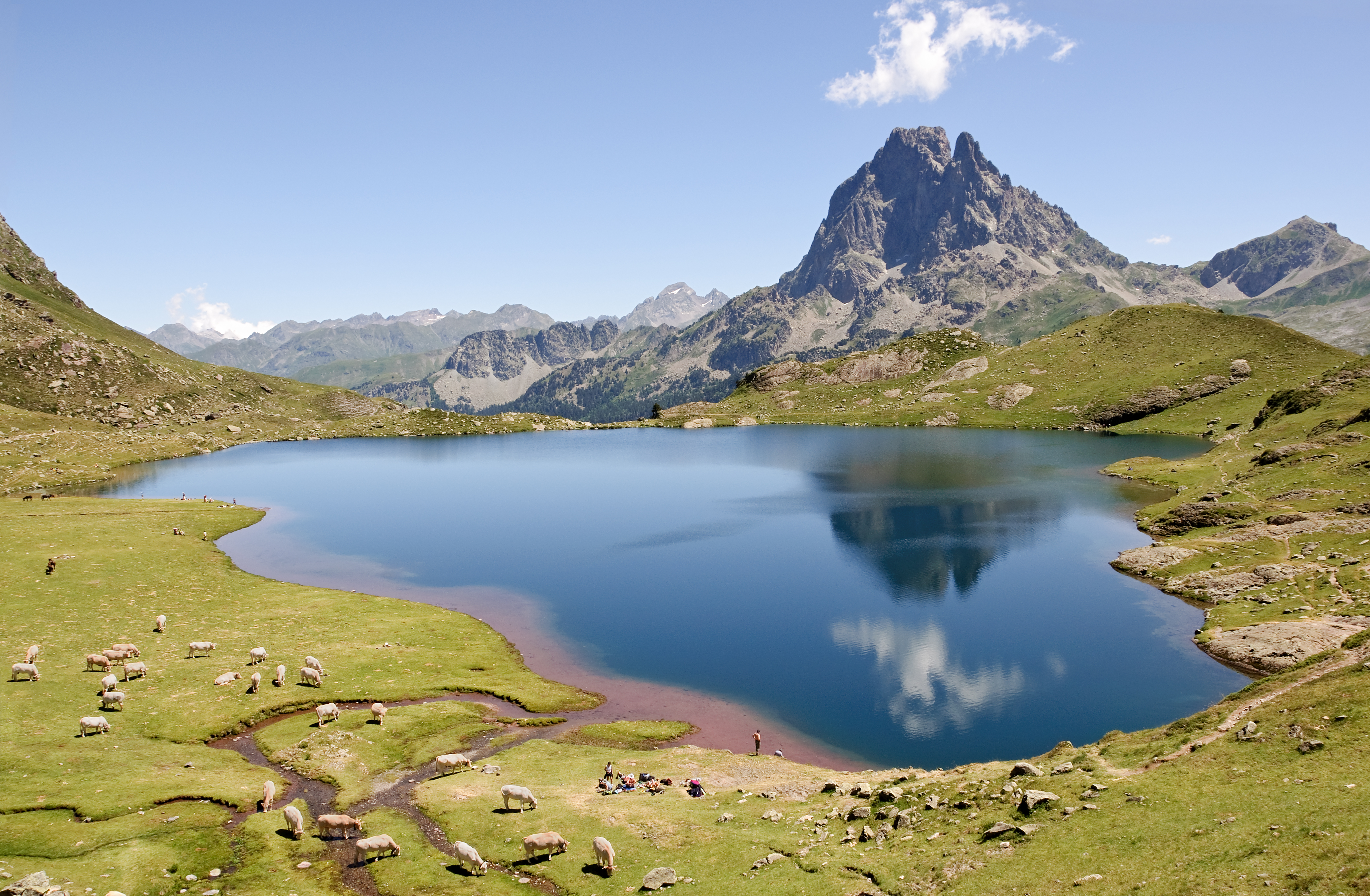
پیک دو میدی د اوسو در بازتاب دریاچه ژانتو
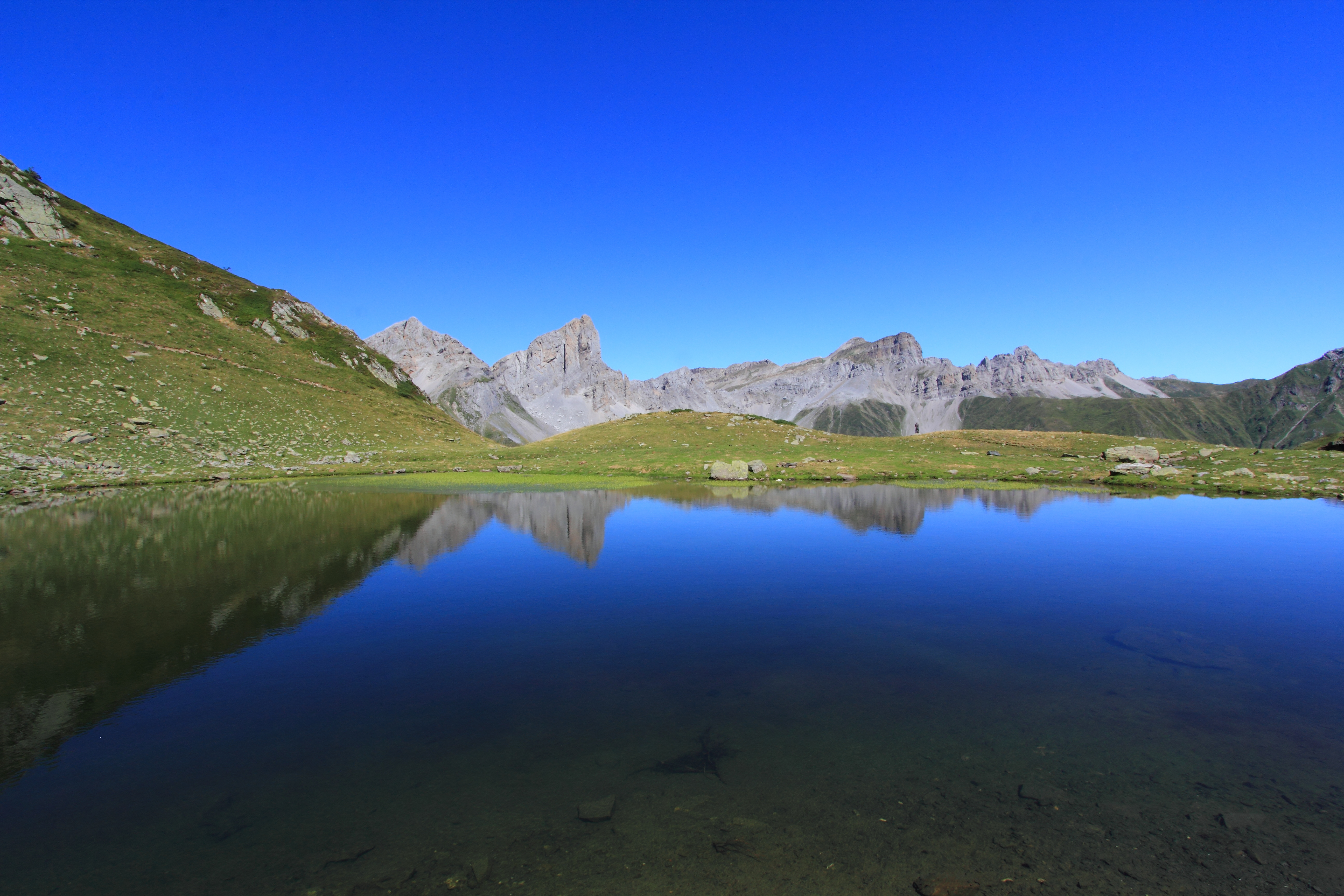
آیگوی دو آنسابر و مسا د لوس ترس رِیس در بازتاب دریاچه آنسابر
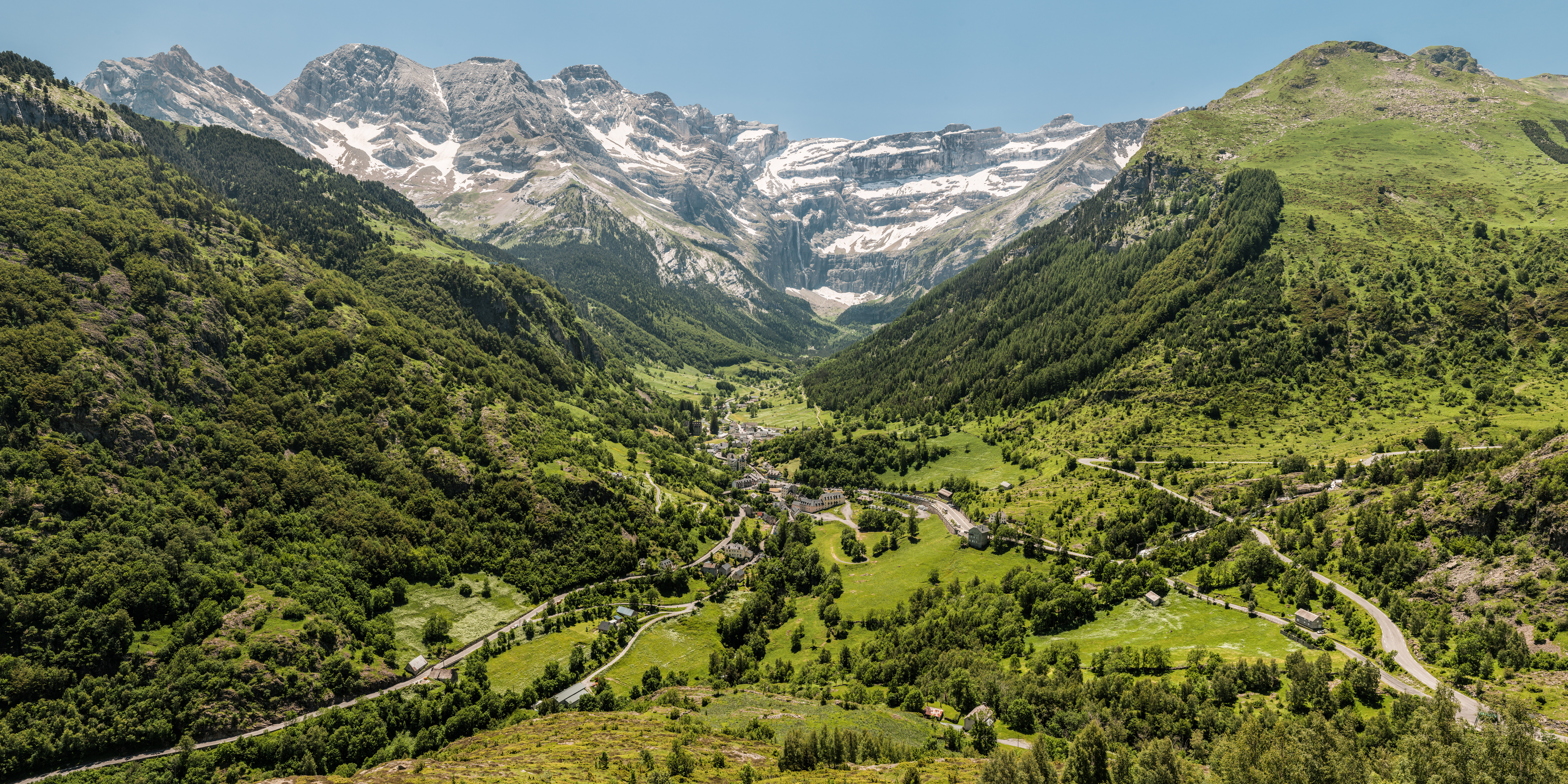
تئاتر طبیعی گاوارنی
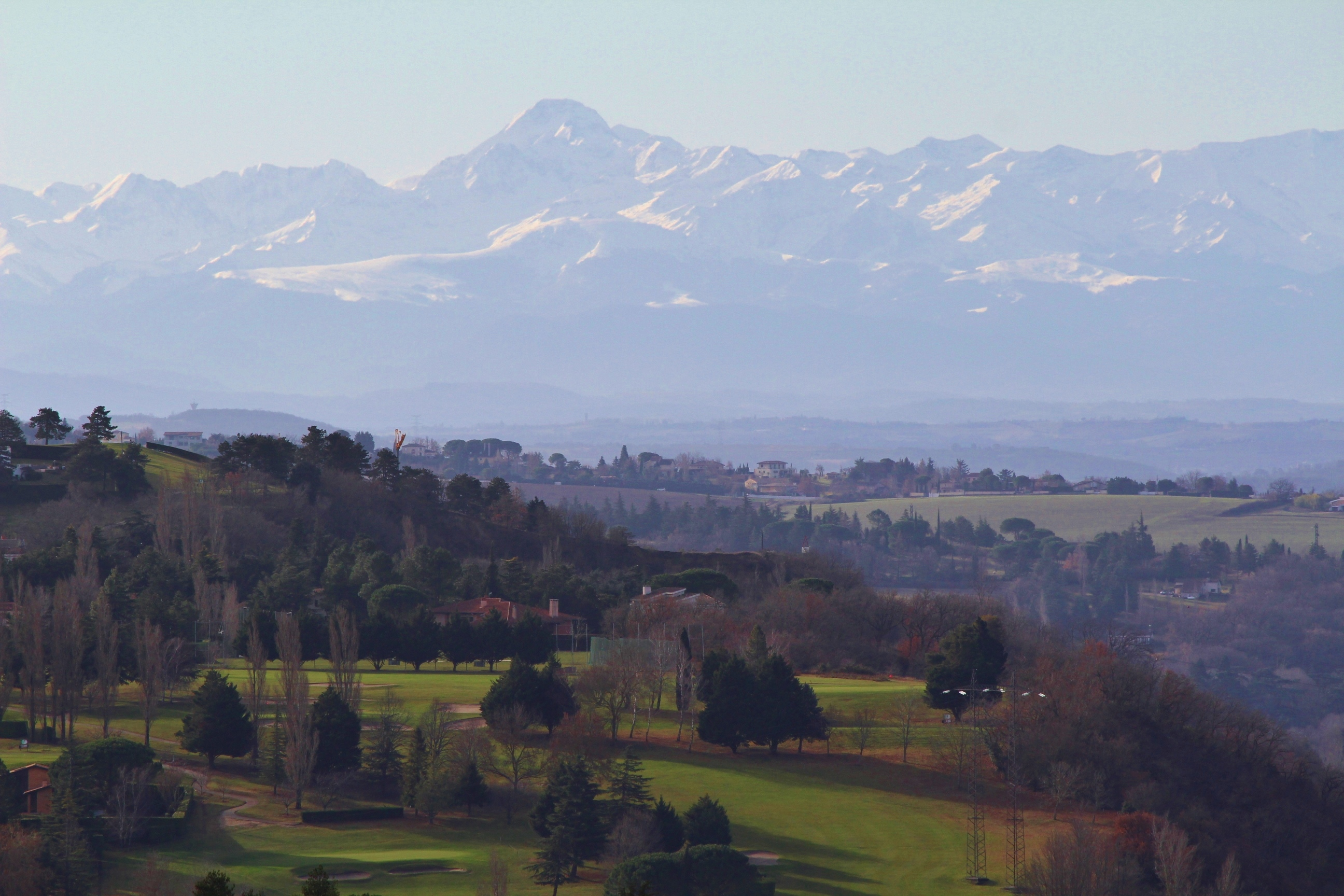
مون والیه

## ورزش و تفریح

مرکز اسکی، سرلر (اسپانیا)

## نگارخانه

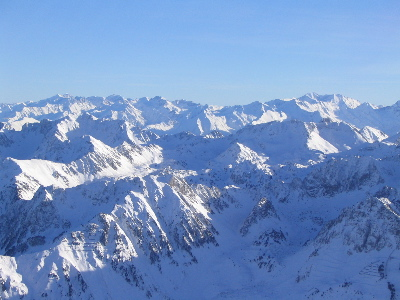
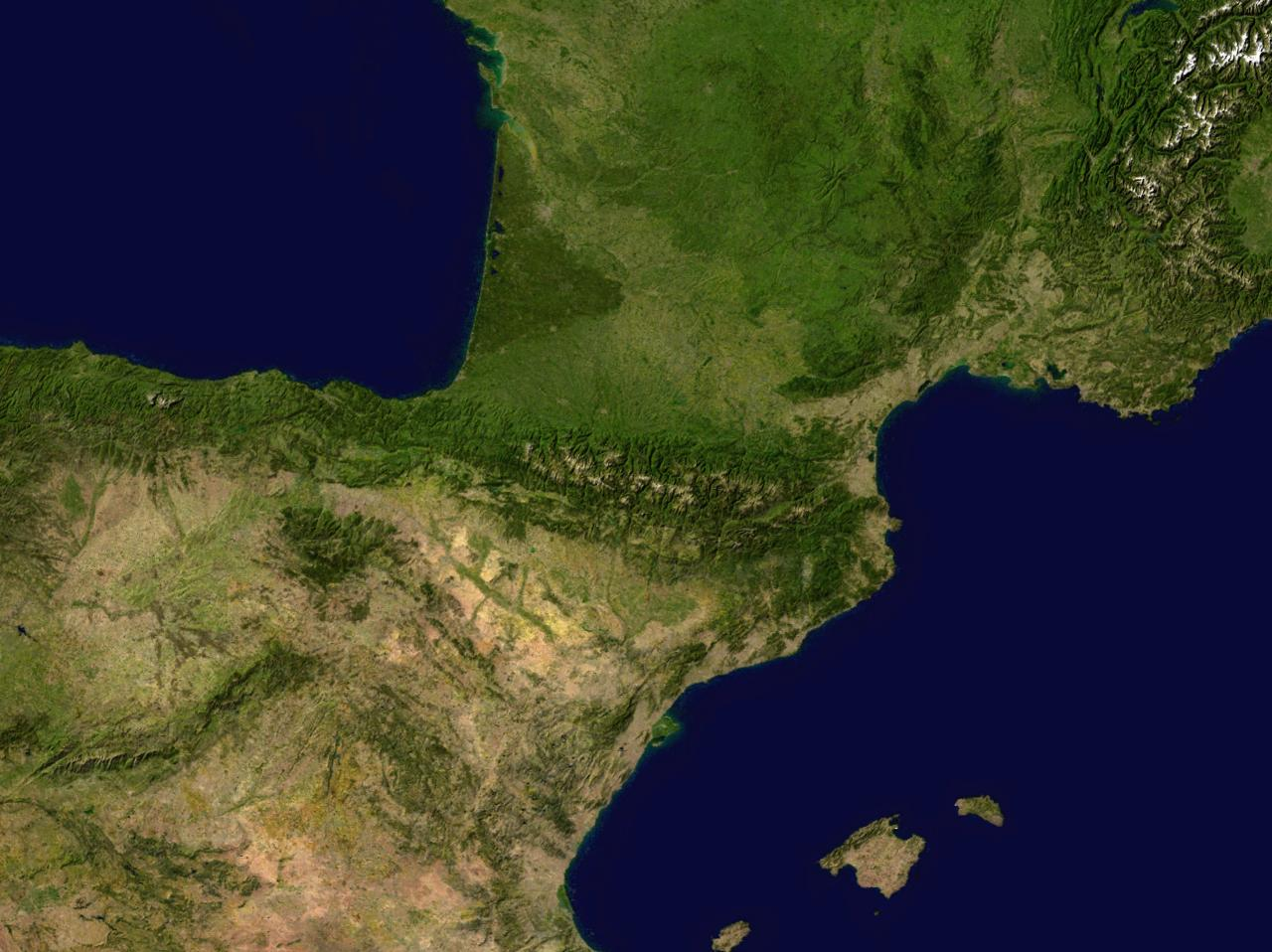
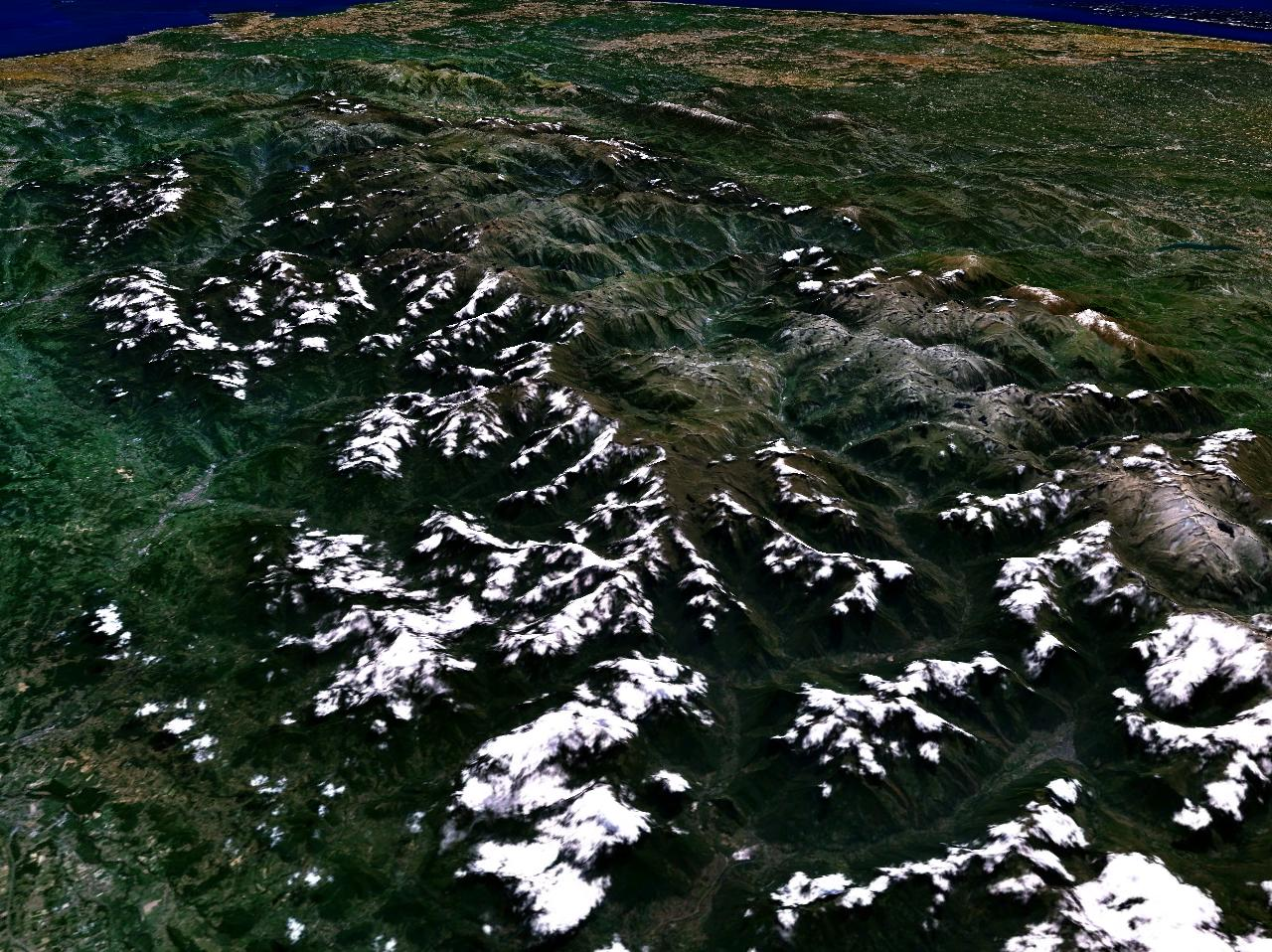